# Short Stirling
O Short Stirling foi o primeiro bombardeiro quadrimotor pesado britânico usado na Segunda Guerra Mundial.
O Short Stirling foi projetado por Short Brothers em 1936. Ele entrou em serviço no início de 1941, mas teve uma carreira operacional relativamente breve como um bombardeiro.
Contudo, a partir de 1943, quando bombardeiros melhores surgiram, mais especificamente o Handley Page Halifax e Avro Lancaster, assumiram o lugar dos Stirlings na linha de frente dos bombadeiros pesados da RAF.